# Mechanitis suphurescens
Mechanitis suphurescens är en fjärilsart som beskrevs av Richard Haensch 1905. Mechanitis suphurescens ingår i släktet Mechanitis och familjen praktfjärilar. Inga underarter finns listade i Catalogue of Life.